# Massimo Oddo
Massimo Oddo (ur. 14 czerwca 1976 w Città Sant’Angelo) – włoski piłkarz występujący na pozycji prawego obrońcy. Jego ojciec – Francesco również był piłkarzem.

## Kariera klubowa
Massimo Oddo jest wychowankiem klubu Renato Curi Angolana. Następnie trafił do Milanu, gdzie w 1995 roku rozpoczynał zawodową karierę. W ekipie „Rossonerich” nie miał jednak szans na występy, dlatego też działacze klubu zdecydowali się na wypożyczenie go do grającej w Serie C1 Fiorenzuoli. Następnie na tej samej zasadzie włoski obrońca był kolejno graczem takich zespołów Monza, Prato oraz Lecco, z którymi także rywalizował w rozgrywkach trzeciej ligi. W 1998 roku Oddo ponownie został wypożyczony do Monzy, z którą występował już w Serie B, a następnie w drugiej lidze grał jako zawodnik SSC Napoli.
W 2000 roku Włoch przeniósł się do Hellasu Werona i 1 października w zremisowanym 1:1 spotkaniu z Bari zadebiutował w rozgrywkach Serie A. W sezonie 2000/2001 Hellas zajął w końcowej tabeli czternaste miejsce i tylko dzięki lepszej sytuacji bramkowej niż Reggina zapewnił sobie utrzymanie w pierwszej lidze. W sezonie 2001/2002 Oddo razem ze swoją drużyną uplasował się na piętnastej lokacie i Hellas spadł do drugiej ligi.
W letnim okienku transferowym w 2002 roku Oddo podpisał kontrakt z S.S. Lazio. Ligowy debiut w barwach nowego klubu zanotował 15 września, kiedy to rzymska drużyna przegrała 2:3 z Chievo. W sezonie 2002/2003 włoski piłkarz razem ze swoim zespołem zajął w tabeli Serie A czwarte miejsce, dotarł także do półfinału Pucharu UEFA. W kolejnych rozgrywkach Oddo zadebiutował w Lidze Mistrzów, z której „Biancocelesti” zostali wyeliminowani w rundzie grupowej oraz sięgnął po zwycięstwo w Pucharze Włoch. 21 grudnia 2005 roku Oddo rozegrał swój setny mecz w Serie A dla Lazio, a rzymski klub zremisował bezbramkowo z Lecce. 26 marca 2006 roku były gracz Milanu strzelił oba gole w zwycięskim 2:0 ligowym pojedynku przeciwko Sampdorii. Przez cztery i pół sezonu występów w Lazio Oddo w linii obrony grał u boku takich zawodników jak Jaap Stam, Giuseppe Favalli, Siniša Mihajlović, Fernando Couto i Luciano Zauri.
Na początku 2007 roku Oddo powrócił do Milanu, działacze którego zapłacili za niego 7,75 miliona euro oraz oddali kartę Pasquale Foggii. Zadebiutował w nim 28 stycznia w wygranym 1:0 ligowym meczu z Parmą. Razem z ekipą „Rossonerich” Włoch triumfował w rozgrywkach Ligi Mistrzów, a w finałowym pojedynku z Liverpoolem rozegrał pełne 90 minut. Następnie Milan wywalczył Superpuchar Europy oraz zwyciężył w Klubowych Mistrzostwach Świata. W lidze włoska drużyna zajęła w sezonie 2007/2008 piąte miejsce i nie udało jej się zakwalifikować do przyszłorocznych rozgrywek Ligi Mistrzów.
28 sierpnia 2008 roku Oddo na jeden sezon został wypożyczony do Bayernu Monachium, a w umowie została zawarta opcja transferu definitywnego. W Bundeslidze zadebiutował 13 września podczas spotkania z FC Köln, które zakończyło się zwycięstwem Bawarczyków 3:0. Po zakończeniu rozgrywek Oddo powrócił do Milanu. Pod koniec 2009 roku doznał kontuzji, która według wstępnych diagnoz miała go wykluczyć z gry na kilka miesięcy. W podstawowym składzie Milanu na prawej obronie zastąpił go Ignazio Abate.
30 sierpnia 2011 został wypożyczony do US Lecce. 6 czerwca 2012 roku zakończył karierę.

## Kariera reprezentacyjna
W reprezentacji Włoch Oddo zadebiutował 21 sierpnia 2002 roku w przegranym 0:1 towarzyskim spotkaniu ze Słowenią. Następnie razem z drużyną narodową wziął udział w Euro 2004. Na mistrzostwach Włosi zostali wyeliminowani już w rundzie grupowej, a Oddo wystąpił tylko w meczu przeciwko Bułgarii, kiedy to w drugiej połowie zmienił Simone Perrottę. W 2006 roku były piłkarz Lazio wystąpił na Mundialu w Niemczech, na którym razem z reprezentacją swojego kraju zdobył tytuł mistrzów świata. W finałowym pojedynku „Squadra Azzura” pokonała po serii rzutów karnych Francję, a Oddo na mundialu wystąpił tylko w ćwierćfinałowym meczu z Ukrainą. Po zakończeniu mistrzostw Oddo był członkiem włoskiej reprezentacji biorącej udział w eliminacjach do Euro 2008, jednak po wywalczeniu awansu nie znalazł się w kadrze na mistrzostwa powołanej przez Roberto Donadoniego.

## Kariera trenerska
W sierpniu 2013 został trenerem młodzieżowej drużyny Genoa CFC – Allievi B. W lipcu 2014 został szkoleniowcem młodzieżowego zespołu Delfino Pescara 1936, a w maju 2015 objął posadę trenera pierwszej drużyny tego klubu.